# クラリネットソナタ
クラリネットソナタは、クラリネットのためのソナタ。クラリネットとピアノの二重奏の演奏形態が多い。

## 有名な作曲家と作品
- フランツ・ダンツィ
  - クラリネット・ソナタ 変ロ長調
- フェルディナント・リース
  - クラリネット・ソナタ ト短調 Op.29
  - クラリネット・ソナタ 変ホ長調 Op.169
- カール・マリア・フォン・ウェーバー
  - 協奏的大二重奏曲 Op.48 (「ソナタ」と題されてはいない)
- フェリックス・メンデルスゾーン
  - クラリネット・ソナタ 変ホ長調
- ヨハネス・ブラームス
  - クラリネット・ソナタ Op.120-1, 2
- ヨーゼフ・ラインベルガー
  - クラリネット・ソナタ 変ホ短調 Op.105a (ヴァイオリンソナタ第2番からの編曲)
- マックス・レーガー
  - クラリネット・ソナタ変イ長調Op.49-1, 嬰ヘ短調Op.49-2, 変ロ長調Op.107
- カミーユ・サン＝サーンス
  - クラリネット・ソナタ 変ホ長調 Op.167
- アルテュール・オネゲル
  - クラリネットとピアノのためのソナチネ
- ダリウス・ミヨー
  - クラリネットとピアノのためのソナチネ
- フランシス・プーランク
  - クラリネット・ソナタ
- パウル・ヒンデミット
  - クラリネット・ソナタ （1939年）
- レナード・バーンスタイン
  - クラリネット・ソナタ (1942年)
- ミェチスワフ・ヴァインベルク
  - クラリネット・ソナタ Op.28
- エディソン・デニソフ
  - 無伴奏クラリネット・ソナタ(1972)、クラリネット・ソナタ(1993)

## 類似の形式を持つ楽曲
- 交響曲
- 独奏協奏曲
- 独奏ソナタ
  - ピアノソナタ
  - ヴァイオリンソナタ
  - チェロソナタ
  - フルートソナタ
- ピアノ三重奏曲
- 弦楽四重奏曲